# Корнеліс Лелієнберг
Корнеліс Лелієнберг — голландський художник Золотої епохи.